# انیگو پرز
انیگو پرز (انگلیسی: Iñigo Pérez؛ زادهٔ ۱۸ ژانویهٔ ۱۹۸۸) بازیکن سابق و مربی فوتبال اهل اسپانیا است.
از باشگاه‌هایی که در آن بازی کرده‌است می‌توان به باشگاه ورزشی رئال مایورکا، باشگاه فوتبال نومانسیا، باشگاه فوتبال اوئسکا، باشگاه فوتبال اتلتیک بیلبائو، باشگاه فوتبال اوساسونا، و باشگاه فوتبال اتلتیک بیلبائو بی اشاره کرد.